# Mimudea lutealis
Mimudea lutealis là một loài bướm đêm trong họ Crambidae.